# Ignasi Jiménez Raneda
Ignasi Jiménez Raneda és el rector de la Universitat d'Alacant.

## Biografia
Nascut a Alagó l'any 1951, és casat i té dos fills. Després de fer els estudis primaris i secundaris a Saragossa, va cursar Ciències Polítiques, Econòmiques i Comercials a la Universitat de València. Llicenciat en la secció de Ciències Econòmiques (1973), li van concedir el premi Cañada Blanch, amb el qual es reconeixien les millors tesines. La seva carrera acadèmica va començar a la Universitat de València, com a ajudant i becari de FPI. El 1978 va obtenir el grau de doctor en Ciències Econòmiques i es va incorporar a l'antic Col·legi Universitari (CEU). Integrat a la Universitat d'Alacant des del moment en què va ser creada, va obtenir la plaça de professor adjunt numerari el 1984 i, l'any 1986, la de catedràtic d'universitat en l'àrea de Fonaments de l'Anàlisi Econòmica.
La seva activitat investigadora s'ha centrat, sobretot, en l'àmbit de la microeconomia; en particular en els models d'economia internacional i en l'anàlisi de models lineals d'equilibri general. És autor de dos llibres i ha publicat diversos articles en revistes nacionals i internacionals especialitzades. Ha participat en diversos projectes d'investigació de la CICYT, ha presentat ponències en congressos i ha impartit seminaris centrats en les àrees en què està especialitzat.
També ha format part de comitès externs d'avaluació del Pla Nacional d'Avaluacions de les Universitats. El 1986 ingressà en el Consell d'Administració de la CAM, de la qual va ser vicepresident segon i president del Consell Territorial d'Alacant.

## Gestió universitària
El seu comprimís amb la gestió universitària va començar l'any 1984. Primerament com a vicedegà de la Facultat de Ciències Econòmiques (1984-1986) i després com a degà (1986-1990). Ha estat director del Departament de Fonaments de l'Anàlisi Econòmica (1999-2002) i, pel juny de 2001, es va fer càrrec del Vicerectorat de Planificació Econòmica, Infraestructures i Serveis. Des del 25 de gener de 2005, ocupa el càrrec de rector de la Universitat d'Alacant.